# Elaphoglossum vagans
Elaphoglossum vagans là một loài thực vật có mạch trong họ Lomariopsidaceae. Loài này được (Mett.) Hieron. mô tả khoa học đầu tiên năm 1904.